# Man in the Hills
Man in the Hills – piąty album studyjny Burning Speara, jamajskiego wykonawcy muzyki reggae.
Płyta została wydana w roku 1976 przez brytyjską wytwórnię Island Records, a także nakładem jej oddziałów Fox Records i Mango Records. Nagrania zarejestrował w Studio 17 oraz Harry J Studio w Kingston Lawrence "Jack Ruby" Lindo, który zajął się również produkcją krążka. Spearowi akompaniowali muzycy sesyjni z grupy The Black Disciples, zaś chórki zaśpiewali tworzący wówczas ze Spearem trio wokalne Rupert Willington oraz Delroy Hinds.
Odgłosy ptaków pojawiające się w utworze tytułowym nie są efektem dźwiękowym dodanym przy miksowaniu krążka, lecz pokazem naśladowniczych umiejętności muzyka. Album doczekał się kilku reedycji wydanych przez Mango oraz Island na przełomie lat 80. i 90. XX wieku, także na płycie CD.

## Lista utworów

### Strona A
| 1. | "Man In The Hills" | 4:00  |
|    |                    |       |
| 2. | "It's Good"        | 2:45  |
|    |                    |       |
| 3. | "No More War"      | 3:19  |
|    |                    |       |
| 4. | "Black Soul"       | 3:25  |
|    |                    |       |
| 5. | "Lion"             | 3:14  |
|    |                    |       |
|    |                    | 16:43 |
|    |                    |       |

### Strona B
| 1. | "People Get Ready" | 3:22  |
|    |                    |       |
| 2. | "Children"         | 3:44  |
|    |                    |       |
| 3. | "Mother"           | 3:37  |
|    |                    |       |
| 4. | "Door Peep"        | 2:40  |
|    |                    |       |
| 5. | "Groovy"           | 3:53  |
|    |                    |       |
|    |                    | 17:16 |
|    |                    |       |

## Muzycy
- Earl "Chinna" Smith - gitara
- Valentine "Tony" Chin - gitara rytmiczna
- Aston "Family Man" Barrett - gitara basowa
- Robbie Shakespeare - gitara basowa
- Leroy "Horsemouth" Wallace - perkusja
- Bernard "Touter" Harvey - fortepian, organy, klawinet
- Tyrone Downie - fortepian, organy
- Herman Marquis - saksofon altowy
- Richard "Dirty Harry" Hall - saksofon tenorowy
- Vin "Don Drummond Jr" Gordon - puzon
- Carlton "Sam" Samuels - flet
- Bobby Ellis - trąbka